# Santa Coloma (métro de Barcelone)
Santa Coloma est une station de la ligne 1 du métro de Barcelone. Elle est située, Comarque Barcelonès à Santa Coloma de Gramenet, dans l'Aire métropolitaine de Barcelone en Catalogne.
Elle est mise en service en 1983, lors de l'ouverture d'un prolongement de la ligne 1.

## Situation sur le réseau

Plan du métro de Barcelone (2019).

Établie en souterrain, la station Santa Coloma de la ligne 1 du métro de Barcelone, est établie entre la station, Baró de Viver, en direction de la station terminus Hospital de Bellvitge, et la station terminus Fondo,.

## Histoire
La station Santa Coloma est mise en service le 21 décembre 1983, lors du prolongement de la ligne 1 entre Torras i Bages et Santa Coloma.. Elle doit son nom à la ville de Santa Coloma de Gramenet qui elle même a été nommée en rappel de la colombe symbole de paix et partie de la sainte Trinité.